# Akram Azman
Akram Azman (* 21. November 2000 in Singapur), mit vollständigen Namen Akram bin Azman, ist ein singapurischer Fußballspieler.

## Karriere
Akram Azman erlernte das Fußballspielen in der Schulmannschaft der Singapore Sports School sowie in der National Football Academy in Singapur. Seinen ersten Vertrag unterschrieb er 2019 bei den Young Lions.  Die Young Lions sind eine U23-Mannschaft, die 2002 gegründet wurde. In der Elf spielen U23-Nationalspieler und auch Perspektivspieler. Ihnen soll die Möglichkeit gegeben werden, Spielpraxis in der ersten Liga, der Singapore Premier League, zu sammeln. Für die Lions absolvierte er sechs Erstligaspiele. Von Januar 2021 bis April 2022 leistete Azman seinen Militärdienst. Am 1. Mai 2022 unterschrieb er einen Vertrag beim Erstligisten Tanjong Pagar United. Hier stand er bis Ende 2024 unter Vertrag. Für den Verein bestritt er 46 Ligaspiele. Im Januar 2025 wechselte er zum Ligakonkurrenten Lion City Sailors. Am Ende der Saison 2024/25 feierte er mit den Sailors die Meisterschaft. Am 18. Mai 2025 bestritt er mit den Sailors das Finale der AFC Champions League Two. Hier musste man sich im heimischen Bishan Stadium dem Sharjah FC mit 1:2 geschlagen geben. Am 31. Mai 2025 stand er mit den Sailors im Endspiel des Singapore Cup. Das Finale gegen die Tampines Rovers gewann man mit durch ein Tor von Bart Ramselaar mit 1:0.

## Erfolge
Lion City Sailors
- Singapurischer Meister: 2024/25
- Singapore Cup-Sieger: 2025
- AFC Champions League Two: 2024/25 (Finalist)